# Пайнсдейл (Монтана)
Пайнсдейл (англ. Pinesdale) — місто (англ. town) в США, в окрузі Раваллі штату Монтана. Населення — 805 осіб (2020).

## Географія
Пайнсдейл розташований за координатами 46°20′3″ пн. ш. 114°13′23″ зх. д. / 46.33417° пн. ш. 114.22306° зх. д. (46.334211, -114.222998).  За даними Бюро перепису населення США в 2010 році місто мало площу 3,36 км², з яких 3,35 км² — суходіл та 0,00 км² — водойми.

## Демографія
Згідно з переписом 2010 року, у місті мешкало 917 осіб у 178 домогосподарствах у складі 163 родин. Густота населення становила 273 особи/км².  Було 194 помешкання (58/км²).
Расовий склад населення:
| - 97,6 % — білих - 0,5 % — корінних американців - 0,3 % — чорних або афроамериканців - 1,4 % — осіб інших рас |

До двох чи більше рас належало 0,1 %. Частка іспаномовних становила 4,7 % від усіх жителів.
За віковим діапазоном населення розподілялося таким чином: 55,1 % — особи молодші 18 років, 40,5 % — особи у віці 18—64 років, 4,4 % — особи у віці 65 років та старші. Медіана віку мешканця становила 16,1 року. На 100 осіб жіночої статі у місті припадало 90,6 чоловіків;  на 100 жінок у віці від 18 років та старших — 74,6 чоловіків також старших 18 років.
Середній дохід на одне домашнє господарство  становив 43 432 долари США (медіана — 34 625), а середній дохід на одну сім'ю — 45 923 долари (медіана — 37 813). Медіана доходів становила 29 167 доларів для чоловіків та 19 219 доларів для жінок. За межею бідності перебувало 31,2 % осіб, у тому числі 42,7 % дітей у віці до 18 років та 4,5 % осіб у віці 65 років та старших.
Цивільне працевлаштоване населення становило 412 особи. Основні галузі зайнятості: освіта, охорона здоров'я та соціальна допомога — 28,9 %, будівництво — 14,8 %, роздрібна торгівля — 14,6 %.